# Suurküla (Lääne-Harju)
Suurküla (Duits: Suurekülla) is een plaats in de Estlandse gemeente Lääne-Harju, provincie Harjumaa. De plaats heeft de status van dorp (Estisch: küla). De naam betekent ‘Groot dorp’.
Tot in 2017 viel de plaats onder de gemeente Padise. In oktober van dat jaar ging die gemeente op in de fusiegemeente Lääne-Harju.

## Bevolking
De plaats had 36 inwoners op 31 december 2011 en 32 inwoners op 31 december 2021.

## Ligging
Suurküla ligt ten noorden van de vlek Ämari. Langs de oostgrens van het dorp stroomt de rivier Vasalemma.

## Geschiedenis
Suurküla werd al in het Grondboek van Waldemar genoemd als dorp Hemæri. In 1413 kocht de abt van het klooster van Padis (Padise) het dorp Happemat. Het dorp behoorde tot het begin van de Zweedse tijd (1561) tot de bezittingen van het klooster. Op het eind van de 16e eeuw ontstond hier een landgoed, dat de naam van het dorp overnam: Haptmatt, Hapnem of Habbinem. Het dorp Hemæri kreeg een andere naam; vanaf 1552 heette het Surekulla of Suurekülla. In de jaren veertig van de 20e eeuw kreeg Suurküla weer de naam Ämari; de dorpen Liisküla, Suurevälja en Tänavaotsa gingen erin op. In 1977 kreeg dit dorp opnieuw de naam Suurküla, terwijl de bebouwing rond het vroegere landhuis, inclusief het vliegveld dat daar in de jaren 1940-1952 was aangelegd, de naam Ämari kreeg, en de status van vlek. Het vliegveld was eerst in gebruik bij de Sovjetluchtmacht en wordt sinds 1997 gebruikt door de Estische luchtmacht.